# Rhodochlora niepelti
Rhodochlora niepelti är en fjärilsart som beskrevs av Louis Beethoven Prout 1932. Rhodochlora niepelti ingår i släktet Rhodochlora och familjen mätare. Inga underarter finns listade.